# Tommaso Rues
Tommaso Rues (Brunico, 1633 circa – Venezia, 27 dicembre 1703) è stato uno scultore italiano.

## Biografia
Il Rues, spesso anche citato come Tommaso Ruer, più raramente Ruez o Rerer, era originario del Tirolo, verosimilmente da Brunico come Lorenzo Rues (1638-1690) intagliatore che si fermò a Roma. Avrebbe iniziato la sua attività a Venezia come intagliatore con Giovanni Hach, nella cui bottega trascorse otto anni dal 1650 circa. Si sposò nel 1666 ed il suo testimone di nozze fu lo scultore Melchior Barthel (1625-1672) di Dresda. Ebbe tre figli: Paolo, Elisabetta e Elena. La sua bottega era nella contrada di San Giovanni Grisostomo. La morte dell'artista è annotata nel registro della parrocchia dei Santi Apostoli.
La sua opera è largamente influenzata da Giusto Le Court.

## Opere
Numerose opere sono attribuite al Rues: 
A Venezia
- nella basilica di Santa Maria della Salute:
  - quattro Evangelisti sulla facciata principale
  - due Angeli e una statua di Ruth sul timpano della seconda facciata di sinistra
  - due Angeli e una statua di Esther ? sul timpano della terza facciata di destra
  - due Angeli e una statua di Rebecca sul timpano della seconda facciata di destra
  - otto Profeti lignei sul tamburo interno della cupola
  - due Angeli sui pennacchi sopra l'altare dell'Assunta
  - quattro rilievi rappresentanti Fortezza, Giustizia, Speranza e Salute sui pilastri delle colonne dello stesso altare
- nella chiesa del Redentore: 
  - Salita al Calvario,1682, paliotto dell'altare maggiore
  - Deposizione della Croce, 1682, retro dell'altare maggiore
  - San Marco e San Francesco, 1683 circa, sulla facciata
- nella chiesa di Santa Maria del Giglio, le numerose Vittorie nei pennacchi e gli Atlanti sulla facciata
- nella chiesa di San Pantalon: San Pietro, San Giovanni Evangelista, Santa Giuliana, San Paolo, altare maggiore
- nella chiesa dell'Ospedaletto: due angeli adoranti affiancanti il ciborio nel presbiterio (altare maggiore del Sardi).
- nella chiesa di San Cassiano, per il paliotto dell'altare maggiore i tre rilievi La cena di Emmaus, Ultima Cena, Cristo in casa del fariseo Simone
- nella chiesa di San Pietro Martire, San Pietro, San Paolo ed il Redentore
- nella basilica di San Pietro di Castello, statue della Fede e Meditazione
- nella chiesa di Santa Maria dei Carmini, il secondo altare presenta due statue di Elia ed Eliseo
- nella chiesa di San Marziale, gruppo marmoreo sull'altare maggiore
- nella Chiesa di Santa Maria di Nazareth, statue della Fede, Speranza e Carità nella Cappella di San Giovanni della Croce.

A Murlis di Zoppola: 

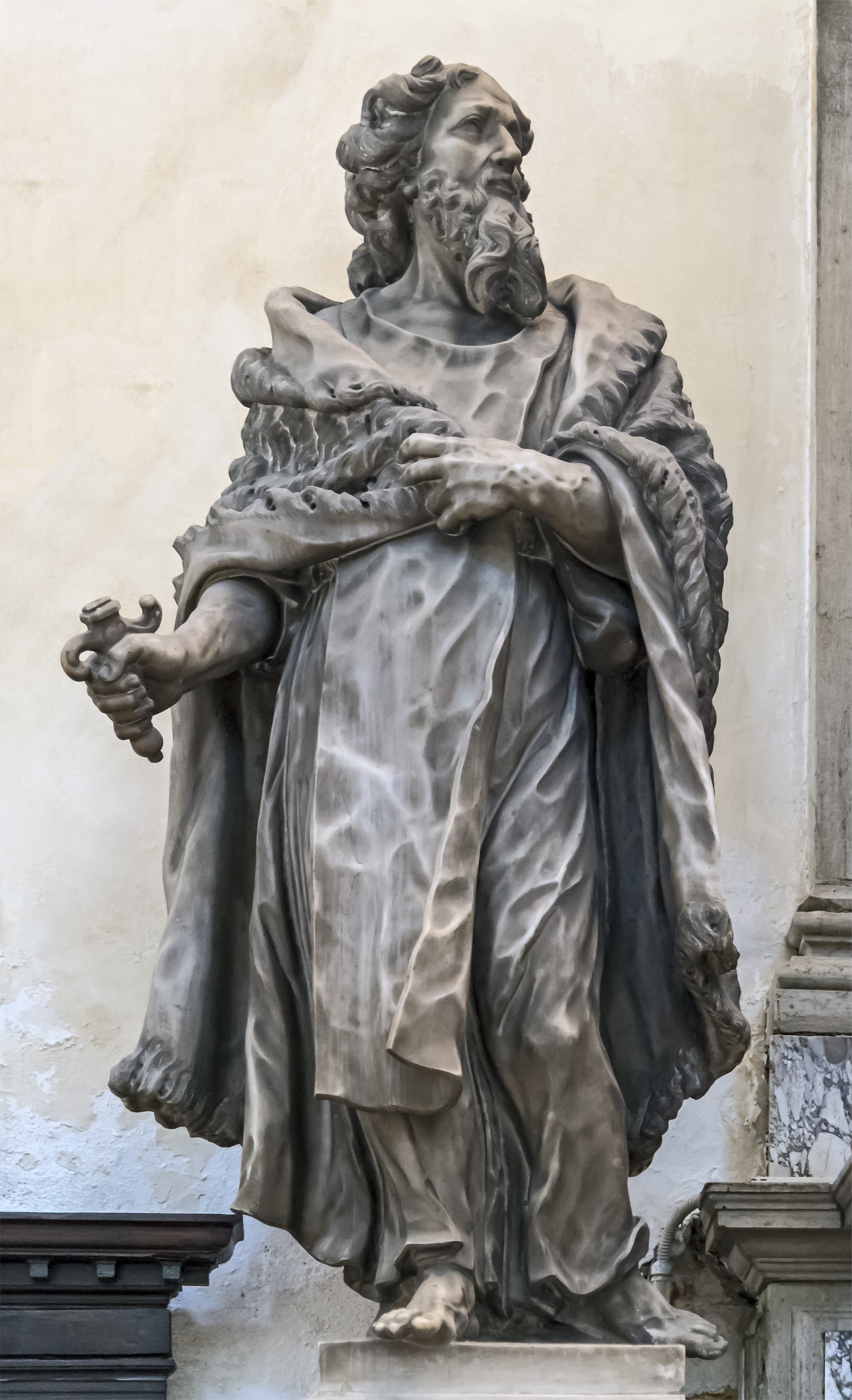
Statua di marmo di Elia chiesa di Santa Maria dei Carmini

- nella chiesa di Santa Lucia, Angelo sulla destra dell'altare[2]

A Londra:
- Brompton Oratory, altare nel transetto destro, La Carità e la Fede, due Profeti e tre Angioletti, uno dei due Angeli sopra la nicchia centrale, San Domenico e Santa Caterina da Siena in due nicchie laterali, tutti provenienti dalla chiesa di San Domenico demolita nel 1867 a Brescia
- Un grande Perseo, firmato T.O.R., è stato venduto da Sotheby's nel 1998 come opera di Rues[3]

A Udine:
- nella basilica della Beata Vergine delle Grazie, gli angeli nella Cappella della Madonna (attribuzione).